# Ludwig Zareczny
Ludwig Zareczny, biał. Людвіг Зарэчны (ur. 17 maja 1915 r., zm. 15 września 1964 r. w RFN) – białoruski działacz polityczno-wojskowy i poeta, oficer Białoruskiej Obrony Krajowej podczas II wojny światowej, duchowny w okresie powojennym
W latach 1920–1930 był sekretarzem Sądu Najwyższego Białoruskiej Socjalistycznej Republiki Radzieckiej. Później pracował na innych stanowiskach. Jednocześnie działał w białoruskim ruchu antysowieckim, w wyniku czego był aresztowany i uwięziony. Po wyjściu na wolność został w 1941 r. zmobilizowany do Armii Czerwonej. Dostał się do niewoli niemieckiej. Powrócił na Smoleńszczyznę. Na pocz. 1944 r. wstąpił do Białoruskiej Obrony Krajowej, otrzymując stopień majora. Na emigracji w zachodnich Niemczech w 1950 r. utworzył organizację polityczno-wojskową Białoruski Ruch Wyzwoleńczy, która we współpracy z brytyjskimi służbami specjalnymi wysyłała grupy zbrojne na Białoruś i do Polski. Założył szkołę oficerską w rejonie Manchesteru. Wydawał pismo "Незалежная Беларусь". W wyniku konfliktu z prezydentem Białoruskiej Centralnej Rady Radosławem Ostrowskim w 1954 r., Białoruski Ruch Wyzwoleńczy został zlikwidowany. Ludwig Zareczny próbował zorganizować bezskutecznie "trzecią siłę" w białoruskim ruchu emigracyjnym. Po odejściu z polityki został katolickim duchownym. Pisał też wiersze.